# لوموند (ألبرتا)
لوموند (بالإنجليزية: Lomond, Alberta)‏ هي قرية تقع في كندا في ألبرتا. يقدر عدد سكانها بـ 173 نسمة ومساحتها 1.28 كم2 وترتفع عن سطح البحر 874 متر.